# Kulturpreis der Stadt Aschaffenburg
Die Auszeichnung Kulturpreis der Stadt Aschaffenburg wird seit 1996 von der stadteigenen „Stiftung Kulturpreis Aschaffenburg“ regelmäßig verliehen. Mit dem Preis sollen „besonders hervorragende Leistungen im Bereich des Kulturlebens der Stadt Aschaffenburg“ anerkannt und gefördert werden.

## Der Kulturpreis

### Geschichte und Dotierung
Der Preisgeber, die „Stiftung Kulturpreis Aschaffenburg“, wurde Ende 1994 von der Stadt Aschaffenburg als eine öffentliche Stiftung des bürgerlichen Rechts mit Sitz in Aschaffenburg gegründet. Sie mit einem sogenannten Grundstockvermögen von 100.000 DM ausgestattet, das jeweils hälftig von dem ortsansässigen Bauunternehmer Adam Hörnig und der Stadt Aschaffenburg zur Verfügung gestellt wurde. Die Stiftung wird von einem dreiköpfigen Vorstand verwaltet. Mitglieder des Stiftungsbeirates, der unter anderem über die Vergabe des Preises entscheidet, sind zurzeit: der ehemalige Oberbürgermeister Klaus Herzog, der ehemalige Bürgermeister Werner Elsässer, sechs Mitglieder des Stadtrats, der Landtagsabgeordnete und Hochschullehrer Winfried Bausback sowie die Leiter/-innen der kulturellen Institutionen der Stadt Aschaffenburg.
Der Preis war anfangs mit 10.000 DM und ist jetzt mit 5.000 Euro dotiert. Nach der Satzung soll der Preis möglichst ungeteilt vergeben werden.

### Preisübergabe 2008 durch bayerischen Kunstminister
Wie bei den früheren Preisverleihungen auch, wurde der Kulturpreis 2008 persönlich an den Preisträger, den Kabarettisten Urban Priol übergeben. Der Oberbürgermeister Klaus Herzog würdigte bei einer Feierstunde vor geladenen Gästen im Aschaffenburger Martinushaus im September 2008 das Engagement von Priol um die Kultur der Stadt. Die Laudatio hielt Bayerns Wissenschafts- und Kunstminister Dr. Thomas Goppel und nahm anschließend die Preisübergabe vor.

### Regionale und überregionale Wahrnehmung
Über die Verleihung des Aschaffenburger Kulturpreises wird regelmäßig in den Medien berichtet, vor allem im regionalen Bereich. Der Kulturpreis wird jedoch auch überregional wahrgenommen; so befasste sich beispielsweise die Süddeutsche Zeitung im Mai 2000 mit der Preisvergabe an den Dirigenten Josef Zilch und hob den Aschaffenburger Kulturpreis bei einer späteren Berichterstattung über Zilch im August 2002 hervor („vor zwei Jahren […] der begehrte Kulturpreis der Stadt Aschaffenburg“).
Über die Preisvergabe im Jahr 2004 an den Historiker Guido Knopp berichtete das ZDF in verschiedenen Fernsehnachrichten-Sendungen und gab darüber hinaus eine eigene Pressemitteilung heraus, die bundesweit in mehreren Zeitungen abgedruckt wurde. Anlässlich der Preisverleihung 2008 an den Kabarettisten Urban Priol erfolgten unter anderem eine Pressemitteilung der Nachrichtenagentur ddp, die bundesweit von diversen Zeitungen übernommen wurde, sowie mehrere Berichterstattungen im Fernsehen, im Rundfunk, in Onlinemagazinen sowie in Printmedien.

## Preisträger
Die bisherigen Preisträger waren:
- 1996: Fritz Oswald (VHS-Leiter), für seine Verdienste um die Erwachsenenbildung
- 1998: Gunter Ullrich (Künstler), für sein Engagement um Kunst und Kultur
- 2000: Josef Zilch (Dirigent), für seine Verdienste um das Musikleben[10]
- 2001: Siegfried Rischar (Künstler), für die Förderung der Bedeutung Aschaffenburgs als Kulturstadt
- 2004: Guido Knopp (Historiker), für sein Engagement bei den Aschaffenburger Gesprächen
- 2006: Andrea Müller (Keramikerin) und Helmut Massenkeil (Bildhauer), für beider Engagement um Kunst und Kultur[11][12]
- 2008: Urban Priol (Kabarettist), für seine Verdienste um das Kulturleben[13]
- 2010: Förderkreis Haus Wolfsthalplatz für seine „… Arbeit gegen das Vergessen“[14]
- 2012: Kammerchor Ars Antiqua Aschaffenburg unter der Leitung von Stefan Claas, der sich „mit hervorragenden Leistungen im Bereich des Kulturlebens der Stadt Aschaffenburg hervorgetan“ habe.[15]
- 2015: Aschaffenburger Club Colos-Saal (Live Musik-Club)[16]
- 2018: Dr. Stephan Dessauer, für seine finanzielle Unterstützung der Aschaffenburger Kultur
- 2022: Dr. Brigitte Schad, für ihre Verdienste in der Kultur